# 617 a.C.
Il 617 a.C. (DCXVII a.C. in numeri romani) è un anno  del VII secolo a.C.

## Eventi
Nabucodonosor II conquista Gerusalemme, fa prigioniero il re Ioiachin e deporta Daniele e altri nobili a Babilonia. (data alternativa: 597 a.C.)